# Dialectos del catalán

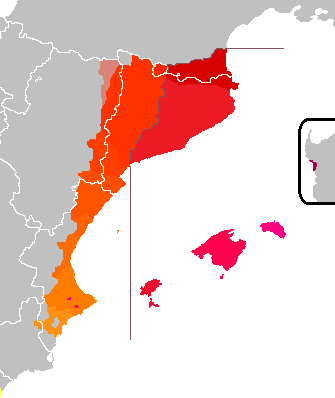
Los diferentes dialectos que componen el catalán

La división dialectal del catalán/valenciano es la forma en la que se divide a las diferentes hablas de los territorios donde se habla esta lengua. La lengua comprende un alcance geográfico de aproximadamente 50.000 km²[cita requerida] distribuidos entre Cataluña, la Comunidad Valenciana, las Islas Baleares, la Franja de Aragón, el condado del Rosellón y la ciudad sarda del Alguer.

## Origen
En 1861, Manuel Milá y Fontanals propuso la división dialectal de la lengua en dos grandes bloques: el oriental y el occidental. Los dialectos no se pueden delimitar con exactitud porque entre unos y otros siempre hay una franja de transición más o menos amplia, excepto en las islas.
Se trata de dialectos de transición hasta las lenguas vecinas como el ribagorzano y el patués (hacia el aragonés) y el habla capcinés (dentro del catalán septentrional, hacia el occitano). Además, ningún dialecto es del todo uniforme: cualquiera de los que hay se puede subdividir en diversos subdialectos. Así pues, la lengua catalana se puede subdividir en dos bloques dialectales y en dialectos, siendo los dos grandes bloques el oriental y occidental.
Hay dialectos desaparecidos como el menorquín de Fort-de-l'Eau (Argelia), el mallorquín de Argentina, el mahonés de Florida, el valenciano de Murcia y el catalán de la burguesía y las clases altas de las principales ciudades de Cerdeña, Sicilia y Nápoles, de los cuales quedan restos en el sardo, el siciliano y el napolitano.
Un caso especial es el de la interferencia entre dialectos no fronterizos por repoblación con mallorquines al sur de la Comunidad Valenciana en la Edad Moderna, que ha dado lugar al valenciano salat de Tárbena y Vall de Gallinera.

## División dialectal
Bloque dialectal occidental
- Catalán noroccidental: Pallarés · Ribagorzano (Patués) · Leridano
- Catalán occidental de transición: Valenciano de transición o tortosino · Matarrañés
- Valenciano: Valenciano castellonense · Apitxat o valenciano central · Valenciano meridional · Valenciano alicantino · Valenciano murciano (desaparecido)

Dialectos de transición entre bloques
- Xipella: Solsonés
- Salat de Tárbena y Vall de Gallinera
- Patuet (desaparecido)

Bloque dialectal oriental
- Catalán septentrional: Capcinés · Rosellonés · Septentrional de transición
- Catalán central: Salat o salado · Barcelonés · Tarragonés
- Balear o baleárico: Mallorquín (Sollerico · Pollencino · Argentino) · Menorquín (Oriental · Occidental · Floridano) · Ibicenco (Oriental · Occidental · Urbano)
- Alguerés

No clasificados
- Judeocatalán (desaparecido)

Jergas / pidgins mixtos
- Catañol

### Número de hablantes
La siguiente tabla muestra la población que tiene el catalán como lengua materna, en los dialectos orientales y occidentales, con datos de 2004:
| Oriental                    | Hablantes     | Occidental           | Hablantes     |
| --------------------------- | ------------- | -------------------- | ------------- |
| Comarques Gironines         | 262300        | Terres de l'Ebre     | 103900        |
| Comarques Centrals          | 211500        | Àmbit de Ponent      | 169300        |
| Àmbit metropolità Barcelona | 1022800       | Alt pirineu          | 34300         |
| Camp de Tarragona           | 145300        | Comunitat Valenciana | 1422590       |
| Illes Baleares              | 479140        | Franja de Ponent     | 45000         |
|                             |               | Andorra              | 61975         |
| Total oriental              | 2121040 (54%) | Total occidental     | 1837065 (46%) |

### Variaciones dialectales
Algunas pequeñas zonas de dominio lingüístico se caracterizan por la presencia de una determinada variación dialectal propia del lugar, sin llegar a constituir un verdadero dialecto (ya que el resto de las características las comparte con las del territorio circundante).
- Islas Baleares:
  - Consejo Insular de Menorca:
    - Menorquín

  - Consejo Insular de Mallorca (Isla de Cabrera y Parque nacional marítimo-terrestre del Archipiélago de Cabrera):
    - Mallorquín

  - Consejo Insular de Ibiza y Consejo Insular de Formentera:
    - Ibicenco

## Ejemplos de léxico y pronunciación
Puede que la característica que más marca algunos dialectos sea la pronunciación y, en particular, las diferencias son significativas entre el bloque oriental y el occidental.
A continuación se muestra la pronunciación (culta) de diferentes palabras en los dos bloques más importantes y los subdialectos más relevantes de cada bloque: el central por el bloque oriental y el valenciano por el bloque occidental. Se utiliza la transcripción AFI.
| Mot             | Pronunciación oriental (ej. central) | Pronunciación occidental (ej. valenciano) |
| --------------- | ------------------------------------ | ----------------------------------------- |
| terra           | [ˈtɛrə]                              | [ˈtɛra]/[ˈtɛrɛ]                           |
| cel             | [ˈsɛɫ]                               | [ˈsɛɫ]                                    |
| aigua           | [ˈajɣwə]                             | [ˈajɣwa]                                  |
| foc             | [ˈfɔk]                               | [ˈfɔk]                                    |
| home            | [ˈɔmə]                               | [ˈɔme]                                    |
| dona            | [ˈdɔnə]                              | [ˈdɔna]/[ˈdɔnɔ]                           |
| menjar          | [məɲˈʒa]                             | [meɲˈdʒa(ɾ)]                              |
| beure           | [ˈbɛwɾə]                             | [ˈbewɾe]                                  |
| gran            | [ˈgɾan]                              | [ˈgɾan]                                   |
| petit/xicotet   | [pəˈtit]/[ʃikuˈtɛt]                  | [peˈtit]/[tʃikoˈtet]                      |
| comprar         | [kumˈpɾa]                            | [kompɾa(ɾ)]                               |
| nit             | [ˈnit]                               | [ˈnit]                                    |
| dia/jorn        | [ˈdiə]/[ʒɔrn]                        | [ˈdia]/[dʒɔɾn]                            |
| anglès / anglés | [əŋˈglɛs]                            | [aŋˈgles]                                 |
| perquè          | [pərˈkɛ]                             | [peɾˈke]                                  |
| València        | [bəˈlɛnsiə]                          | [vaˈlensia]                               |

A continuación, se muestran unos ejemplos de más variedades y subdialectos, donde también se pueden constatar las diferencias léxicas. En los textos se utiliza la grafía habitual para reflejar la transcripción fonética (en lugar de utilizar el AFI (IPA)). Por tanto no se han de considerar como variantes ortográficas. Al lado del nombre del subdialecto están los nombres de las localidades de los redactores del ejemplo.
Estos ejemplos utilizan a menudo sinónimos que también se utilizan en otras zonas, pero en cada zona hay una tendencia a utilizar una palabra. Por ejemlpo se entiende igual si se dice diners, dinés, cèntims, sous,... porque todo ello significa lo mismo.
Los siguientes ejemplos de variedades dialectales del catalán-valenciano-balear recogen todas las formas consideradas como arcaicas y sin aplicar la normativa contemporánea. Se utiliza el siguiente texto extraído de la parábola del hijo pródigo (Nuevo Testamento, San Lucas 15:11-32):

Un hombre sólo tenía dos hijos. El menor le dijo a su padre: "Ya es hora que sea mi propio amo y que tenga dinero: es necesario que pueda irme a ver mundo. Divida sus bienes y déme lo que me toque".

"¡Ay, hijo mío", dijo el padre, "como quieras, eres una mala persona y serás castigado". Y después abrió un cajón, dividió su hacienda e hizo dos partes.

Unos días después, el malo se fue del pueblo muy satisfecho y sin decir adiós a nadie. Atravesó muchas tierras fértiles, muchos bosques y muchos ríos, y llegó a una gran ciudad donde se gastó todo el dinero.

### Bloque occidental

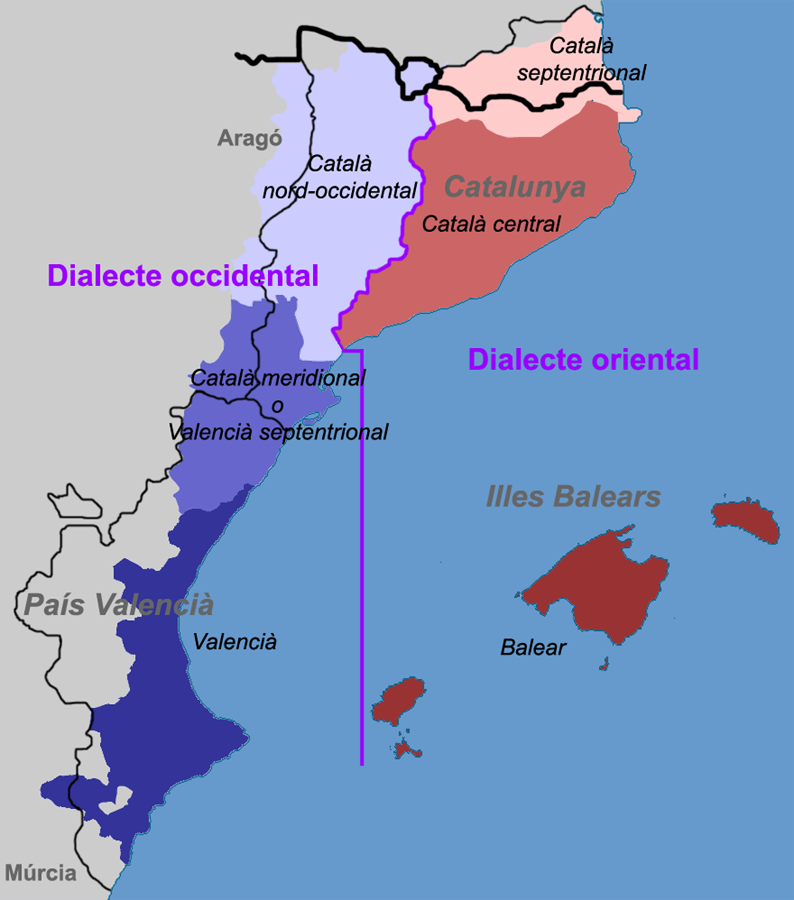
Los diferentes dialectos que componen el catalán, con las divisiones nacionales y regionales

#### Noroccidental
Un home només tinie dos fills. Lo més djove li va di a sun pare: "Ia és hore que siga'l meu propi amo i que tingue dinés (cèntims): fa falte que me'n pugue'nar a vere món. Repartixi los seus béns i doni'm lo que'm toque".
"Ai, fill meu", va di lo pare, "com vulgos, ets dolén i siràs castigat". I després va aurí un caixó, va partí'ls seus béns i'n va fe dos parts. Uns dies després, lo dolén se'n va'nà del poble mol contén i sense di adéu a dingú.
Va travessà moltes terres ermes, mols boscos i mols rius, i va'ribà a une gran ciutat on se va gastà tots los dinés (cèntims).

##### Leridano
Un home només tenia dos fills. Lo més jobe li ba di a son pare: "Ia's hora de que sigui lo meu propi amo i que tingui prou cuartos: cal que me'n pugui anar a beure món. Parteixi los bostres béns i doni'm lo que'm toque".
"Ai, fill meu", ba dí'l pare, "com bulgos, ets dolén i siràs castigat". I después ba aurí un calaix, va partí'ls seus béns i ba fe-n dos [dues] parts.
Uns dies después, lo dolén se'n ba ná del poble mol contén i sense di adéu a dingú. Ba travessá moltes terres ermes, mols boscos i mols rius, i ba arribá a una gran ciutat a on se ba gastá tots los cuartos.

#### Valenciano de transición / tortosino
Un home domés tenia dos fills. Lo més djobe li va dí a son pare: "Ia (é)s hora (de) que sigue lo meu propi amo i (de) que tingue dinés: cal que puguigue anar-me'n a vore món. Partiu los vostres béns i doneu-me lo que me toca".
"Ai, fill meu", li va dí lo pare, "com vulgues, ets(eres) dolén(t) i siràs castigat". I después va aurí un calaix, va partí los seus béns i va fer-ne dos par(t)s. Uns dies después, lo dolén(t) se'n va anà del poble mol(t) ufà i sense dí adéu a dingú.
Va trabessà moltes terres ermes, mol(t)s boscos i mol(t)s rius, i va arribá a una gran ciutat a (w)on se va gastà to(ts) los dinés.

##### Comarcas del Ebro y norte de Castellón
Un home només tenia dos fills. Lo més tjobe ba di a sun pare: "Ia és hora (de) que sige'l meu propi amo i que tingue dinés: cal que pugue anar-me'n a bore món. Partiu los bostres béns i dona'm el que'm toque".
"Ai, fill meu", ba dí'l pare, "com bulgues, ets dolén i seràs [siràs] castigat". I después ba ubrí un calaix, va partí'ls seus béns i ba fer-ne dos parts.
Uns dies después, lo dolén se'n ba aná del poble mol ufà i sense di adéu a ningú. Ba travessá moltes terres ermes, mols boscos i mols rius, i ba arribá a una gran ciutat a on se ba gastá tots los dinés.

#### Valenciano meridional

##### Albaida,Canals...
Un home només tenia dos fills. El més jove li va dir a son pare: "Lla és horo que siga'l meu propi amo i que tinga dinés: fa falta que puga anar-me'n a vore món. Partixca els seus béns i done'm lo que em toco".
"Ai, fill meu", va dir el pare, "com vullgues, eres roín i seràs castigat". I després va obrir un caixó, va partir els seus béns i va fer dos parts.
Uns dies després, el roín se'n va anar del poble mol(t) content i sense dir adéu a ningú. Va travessar moltes terres ermes, mol(t)s boscos i mol(t)s rius, i va arribar a una gran ciutat on es va gastar tots els dinés.

##### La Marina...
Un home només/domés tenia dos fills. El més dʒove li va dir a son pare: "Ias horo/hora que siga el meu propi amo i que tinga dinés: fa falta que puga (a)nà(r)-me'n a vore món. Partixca e(l)s seus béns i done'm lo que'm toque".
"Ai, fill meu", va dir el pare, "com vullgues, eres roín i seràs castigat". I después/encamant/andespués va obrir un caixó/caxó, va partir e(l)s seus béns i en va fer dos parts.
Uns dies después, el roín se'n va anar del poble mol(t) desvanit/debellit i sense dir adéu/adiós/res a ningú. Va travessar moltes terres ermes, mol(t)s boscos i mol(t)s rius, i va ribar a una gran ciutat on es va gastar to(t)s e(l)s dinés.

##### Villanueva de Castellón...
Un home només tenia dos fills. El més tjove li va dir a sun pare: "Ia és hora que siga el meu propi amo i que tinga dinés: fa falta que puga anar-me'n a vore món. Partixca els seus béns i done'm lo que em toco".
"Ai, fill meu", va dir el pare, "com vullgues, eres roín i seràs castigat". I després va aurir un caixó, va partir els seus béns i va fer dos parts.
Uns dies després, el roín se'n va anar del poble molt content i sense dir adéu a ningú. Va travessar moltes terres ermes, mols boscs i mols rius, i va arribar a una gran ciutat on es va gastar tots els dinés.

#### Valenciano alacantino

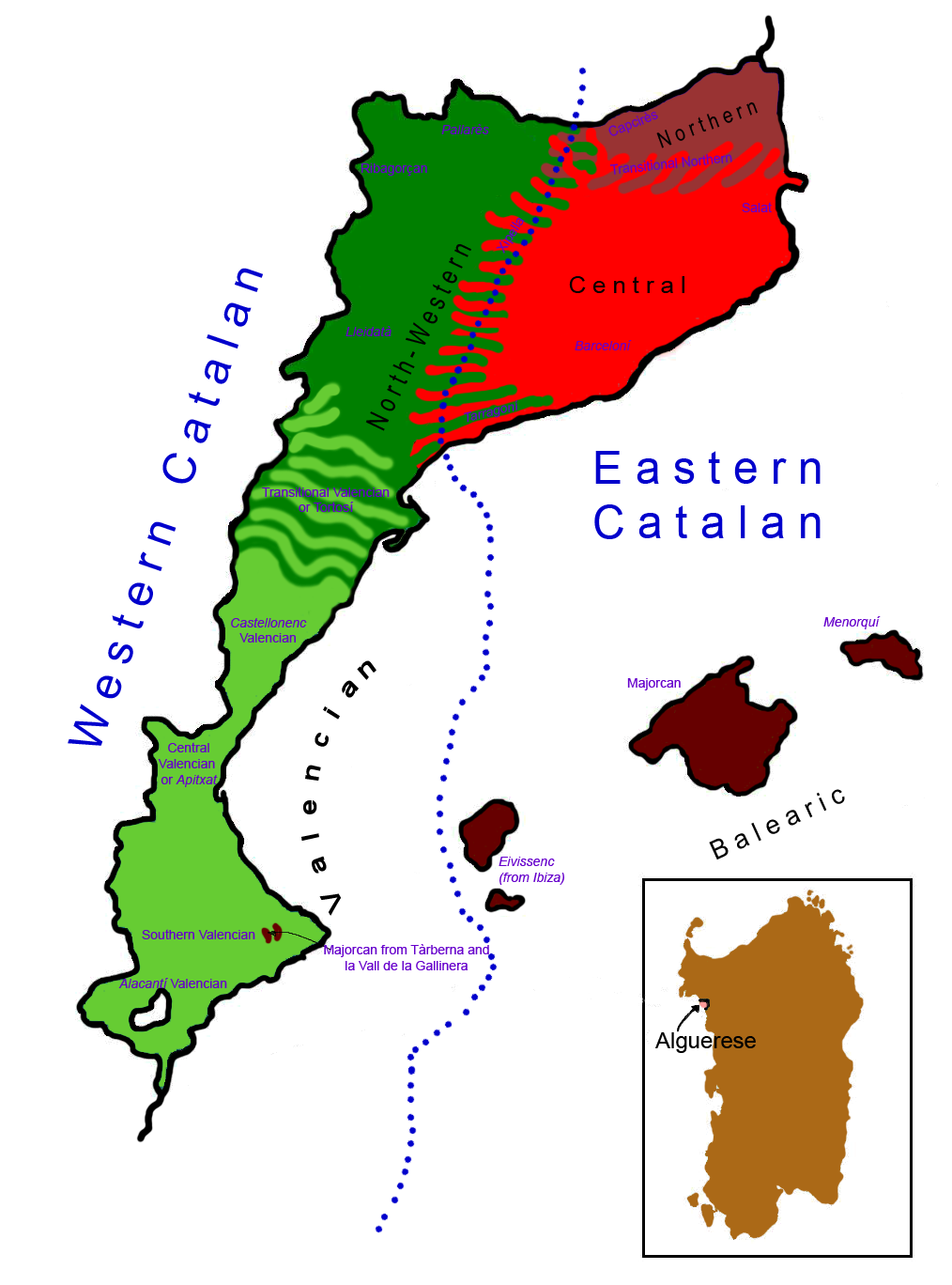
Los dialectos del catalán.

##### Novelda
Un home només tenia dos fillx. El més tjove va dí a sun pare: "Ia és hora que siga el meu pròpit amo i que tinga dinés: és mesté que puga anà-me'n i vore món. Partixca els seus béns i done'm lo que me toque".
"Ai, fill meu", va dí (e)l pare, "com vullgues, eres roín i seràs castigat". I después va ubrí un ca(i)xó, va partir se seus béns i va fé dos parts.
Uns dies después, el roín se'n va anà del poble mol devanit i sense dí adiós a ningú. Va travessà moltes terres ermeres, mol(t)s de bosques i mol(t)s de rius, i va arribà a una gran ciudat on es va gastà tots es dinés.

##### Elche
Un home només/domés tenia dos filltx. El més tjove li digué a son pare: "Ia és hòrò que siga el meu pròpit amo i que tinga monetes: és precís/menester que puga anâ-me'n i vore món. Partixca es seus béns i done-me lo que me toque/la meua part".
"Ai, fill meu", digué el pare, "com vullgues, eres roín i seràs castigat". I endempués/después obrigué un caxó, partí es seus béns i en feu dos parts.
En passar uns dies, el roín se n'anà del poble molt devanit/ufanós/campante i sense despeî-se/dir adéu/dir res a dengú/ningú. Travessà moltes terres en (g)uaret, bastant de bosc i bastant de riu, i arribà a una gran ciutat aon se gastà tots es dinés.
Entre las generaciones más jóvenes aparece la perifrástica. Entre los hablantes ancianos de ciudad y en todas las generaciones de las pedanías más meridionales del Campo de Elche se emplea el simple, incluso en la primera persona: "aní", "fiu". Entre los hablantes de ciudad es muy habitual emplear tanto la perifrástica como el simple en una misma conversación. Les formas más normativas son las más habituales entre las generaciones más jóvenes. Hay vacilaciones vocálicas abundantes entre los hablantes ancianos tradicionales: només/numés; dengú/dingú. El ieismo aparece mucho entre los jóvenes y el betacismo ya menos.

##### Crevillente
Un home només tenia dos fills. El més tjove li va dir a sun pare: "Ia és hora que siga el meu pròpit amo i que tinga dinés: és precís que puga ana-me-ne i vore món. Partixca es seus béns i done-me lo que me toque".
"Ai, fill meu", va dir el pare, "com vuigues, eres roín i seràs castigat". I después va obrir un caxó, va partir es seus béns i va fer dos parts.
Uns dies después, el roín se'n va anar del poble molt content i sinse dir adéu/res a ningú. Va travessar moltes terres ermes, molt de bosc i molt de riu, i va aplegar a una gran ciutat on es va gastar tots es dinés.

#### Valencianoapitxat

##### Benaguacil
Un home només tenia dos fillx. El més txobe digué a son pare: "Ia és hora que siga el meu propi amo i que tinga dinés: és precís que puga anar-me'n a bore món. Partixca'ls seus béns i done'm lo que me toque".
"Ai, fill meu", digué'l pare, "com bullgues, eres un roín i seràs castigat". I en acabant aubrigué un calaix, partí'ls seus béns i ne feu dos partx.
Uns dies después, el roín se n'anà del poble molt ufà i sinse dir adiós a ningú. Trabessà moltes terres ermes, mol(t)s boscos i mol(t)s rius, i arribà a una gran ciutat on se gastà tots els dinés.

##### Norte de laRibera Alta
Un home només tenia dos fillx. El més txobe li digué/va dir a sun pare: "Ia és hora que siga el meu propi amo i que tinga dinés: és precís que puga anar-men a bore món. Partixca'ls seus béns i done'm lo que me toque"
"Ai, fill meu", digué'l pare, "com bullgues, eres roín i seràs castigat. I en acabant/endespués/después aurí/va aurir un caixó, partí/va partir els seus béns i en feu dos parts.
Uns dies después, el roín se n'anà del poble ben pagat i sinse dir-li adéu/adiós a ningú. Atrabessà/va atrabessar moltes terres ermes, moltx boscos i moltx rius, i arribà a una gran ciutat aon se gastà/va gastar totx els dinés.
Se utiliza indistintamente el pretérico perfecto simple y los compuestos (va dir/digué) alternándolos normalmente si aparece más de un verbo en el mismo tiempo en una misma oración. Ejemplo: Aní a ta casa a primera hora i me va fer tocar a la porta hasta que aixigué/així (eixir, en catalán sortir, salir).

#### Valenciano castellonense (Castellón de la Plana)
Un home només tenie dos fills. El més jove li va dir a son pare: "Ia's hora que sigue'l meu propi amo i que tingue dinés: és precís que me'n vatge a vore món. Partisque la vostra herència i done'm lo que me toque".
"Ai, fill meu", li va dir son pare, "com vulgues, eres roín i hu penaràs". I en acaván va obrir un caisó [calais], va dividir tot lo que tenie i li'n va donar dos partx.
Uns dies después, el fill roïn se'n va 'nar [anar] del poble mol contén i sense dir adios a ningú. Va travessar moltes terres ermes, mols boscs i mol(s) rius, i va 'rivar [arribar] a una gran ciutat on es va gastar tots [totj] els dinés.

### Bloque oriental

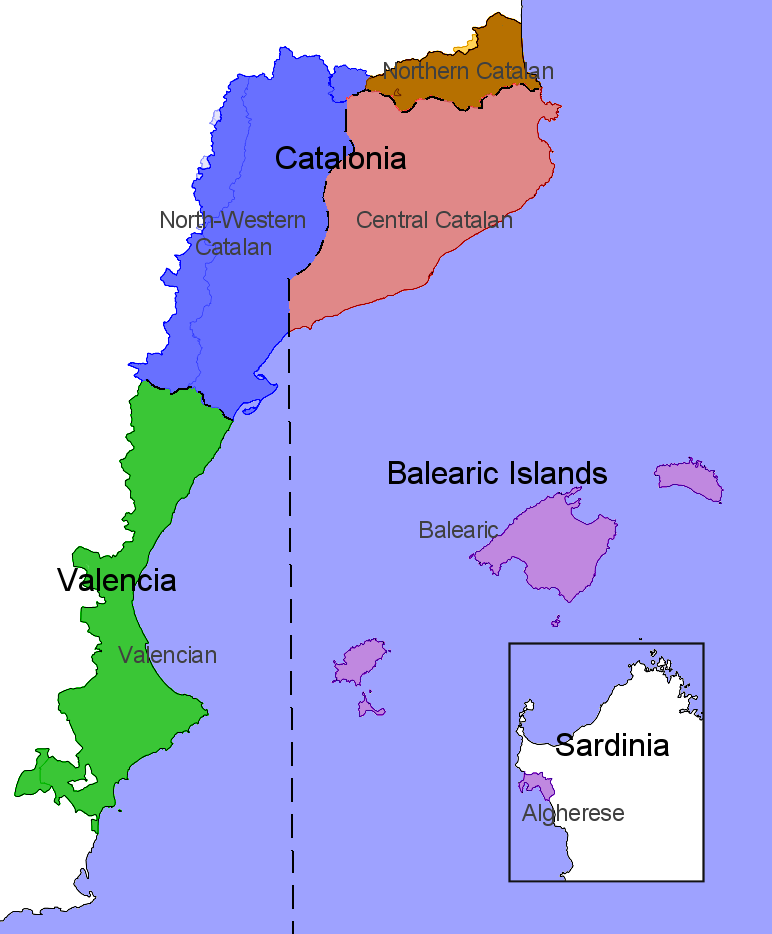
Los diferentes dialectos que componen el catalán.

#### Catalán salat (Ampurdán)
Un homa numés/dumés tania dos fils al [as] més joba ba dil'li'n [li va di'n] al seu para: jès hora (de) ca sigui'l[sigui's] meu propi amu i ca tingui cèntims: me n'he [me n'haig] d'anà beura món. Partexi la seua'réncia i me'n dongui (dongui-me'n) lu ca ma (el cam, lu cam) toqui.
Ai fill meu, ba dil'li'l (dil'li's) para, com vulguis; ets un dulén i Déu ta castigarà. I dasprés ba ubrí un calax i ba partí la seu'aréncia i na va fé [va fen'na] dugues parts.
Al cap d'uns cons dias al dulen va nas'san [s'an va ana] del popla mol tibat i sensa dil'li adéu a ningú. Ba trabassá molta terr'erma mols de boscus i mols de rius, i ba'rribà'nuna gran ciutat anunta (unta) se va gasta tots el (es) cèntims.
Según la zona (franja de Palafrugell, Montràs y Begur) se utiliza el artículo salat o no.

#### Catalán central (Barcelona)
Un hòma numés/dumés tania dós fills. Al més jóba li ba di al/an al séu para: "Ia éz hòra ca sigui'l méu pròpi amu i ca tingui cèntims; ma n'hé [ma n'haig] d'anà (a) bèura món. Partiu la bòstra harència i dunèu-ma'l ca'm tòqui".
"Ai, fill méu", ba dí'l para, "còm bulguis; étz un dulén i Déu at/ta castigarà". I dasprés ba ubrí un cala(i)x, ba partí la séba harència i an ba fé duas/dugas pars.
Al cap d'uns quans dias, al dulén sa'n ba nà dal pòbbla mól tibat i sénsa dí adéu a ningú. Ba trabassà molta tèrra èrma, móls bòscuz i móls rius, i ba arribà a[n] una gran ciutat ón/ónta/auón ba gastà tótz als cèntims.

#### Campo de Tarragona
Un hòmă numés tăníă dós fills. Ăl [lu] més djóbă [djóvă] ba dí ăl seu pàră: "Dja (é)s hòra că sígui'l meu pròpi àmu i că tíngui dinés; mă n'he d'ănà bèură [vèură] món. Parteix la tebă hărència i dona'm el că'm tóqui."
"Ai, fill meu", ba dí'l pàră, "com vulguis; ets dulén i săràs castigat." I dăsprés [dăspués] ba (a)ubrí un calaix, ba partí la sebă hărència i ba fér-nă [en ba fe] dúgăs parts.
Ăl cap d'uns quants diăs [passàts uns diăs], ăl dulén să'n ba'nà dă'l pòblă mól cuntén [cufói, (a)ufanós] i sensă dí ădéu a [despădír-să dă] ningú. Ba trăbăssà móltăs tèrrăs érmăs, móls bòscus i móls rius, i va'rribà a ună gran ciutat on (să) ba găstà tots ăls dinés.

#### Mallorquín (Campos)
- Islas Baleares:
  - Consejo Insular de Menorca:
    - Menorquín

  - Consejo Insular de Mallorca (Isla de Cabrera y Parque nacional marítimo-terrestre del Archipiélago de Cabrera):
    - Mallorquín

  - Consejo Insular de Ibiza y Consejo Insular de Formentera:
    - Ibicenco

Un homo domés tenia dos fills. Es més jove va dir a son pare: "Ja és hora que sigui es meu propi amo i que tengui doblés; és necessari que me'n pugui anar a veure món. Partiu es vostros béns i donau-me lo que me toqui."
"Ai, fill meu", va dir son pare, "com vulguis; ets un dolent i seràs castigat". I llevò va obrir un calaix, va partí ets seus béns i en va fé dues pars.
Uns dies después [as cap d'uns dies], es dolent se'n va (a)ná des pobble tot gojós i sense dí dios a ningú. Va travessá mol(t)s d'ermassos, mol(t)s de bots i mol(t)s de rius i va (a)rribà a una gran ciutat on va gastà tots es dobbés.

#### Ibicenco
Un home dumés tenia dos fiis. Es més jove va dí (a) sum pare: "Ia's hora que siga's meu propi amu i que tenga sous; és necessari que me'n puga 'ná i vore món. Partiu es vostrus béns i dunau-me lu que em toqui."
"Ai, fii meu", va dí sum pare, "com vulguis; ets un dulen i seràs castigat". I llavò va ubrí un cala(i)x, va partí's seus béns i en va fé dos parts.
Uns dies después [as cap d'uns dies], es dulen se'n va 'ná des pobble tot gujós i sense dí diós a ningú. Va travessá mols d'ermassus, mols de boscus i mols de rius i va 'rribá a una gran ciutat on va gastá tots es sous.